# Melicești
Melicești – wieś w Rumunii, w okręgu Prahova, w gminie Telega. W 2011 roku liczyła 514 mieszkańców.